# 1871 год в истории железнодорожного транспорта
1871 год в истории железнодорожного транспорта

## События
- 14 января открыто движение по участку Умёт — Аткарск Тамбово-Саратовской железной дороги.
- 4 июля открыто движение по участку Аткарск — Саратов Тамбово-Саратовской железной дороги.
- 30 декабря (18 декабря по старому стилю) — отправился первый скорый поезд Петербург — Москва с вагонами первого и второго классов. Время в пути — 15 часов 45 минут[1].
- Построен участок Зверево — Шахтная (ныне Северо-Кавказская железная дорога).
- Открыт участок Поти — Зестафони Поти-Тифлисской железной дороги (ныне Грузинская железная дорога).
- Основаны паровозные депо Саратов и Аткарск.
- В России введены единые для железнодорожной сети «Правила движения» и «Правила охранения, содержания и ремонта».[2]
- В России изданы литографированные лекции профессора Л. А. Ераковаа, явившиеся первым учебником по паровозу.[2]
- На территории Эквадора построена первая железная дорога.[2]

## Новый подвижной состав
- В Великобритании началось производство паровозов серии Ф.